# Kuriska sjön

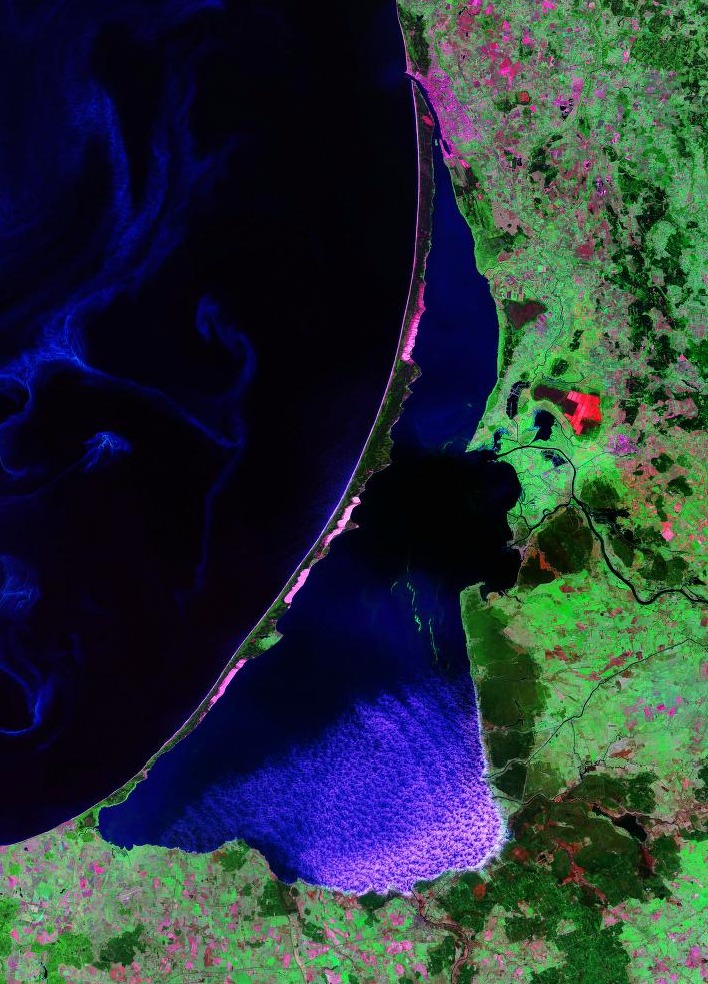
Satellitfoto av Kuriska sjön.

Kuriska sjön, eller Kurisches Haff (ryska: Куршский залив, Kursjskij zaliv; tyska: Kurisches Haff; litauiska: Kuršių marios; lettiska: Kuršu joma; polska: Zalew Kuroński) är en grund strandsjö (lagun) i sydöstra Östersjön, belägen på gränsen mellan Litauen i norr och den ryska exklaven Kaliningrad i söder.
Den avgränsas från Östersjön av Kuriska näset, en 2–3 kilometer bred landtunga, en kedja av sanddyner, nästan utan all vegetation, skiljer lagunen från Östersjön, med vilken det äger samband endast genom Memeler Tief. Dynerna på landtungan, bland de mest storartade i Europa, ända till 62 meter höga, flyttar sig ständigt fram mot strandsjön (årligen omkring 6 meter) och hotar att fylla det, om man inte lyckas hindra deras framryckande.
Sjöns yta uppgår till 1 584 kvadratkilometer, varav 415 kvadratkilometer hör till Litauen och resten till Ryssland. Det största djupet är på 5,8 meter; medeldjupet är 3,8 meter. Floden Njemen mynnar i Kuriska sjön och i dess norra ände ligger staden Klaipėda. 
I Kuriska sjön utmynnar även floderna Dange och Minija samt Pregelarmen Deime. Till följd av de faror, som är förenade med sjöfarten på sjön, kringgår man den genom kanaler: König Wilhelms kanal, från trakten av Memel till Russ, samt Friedrichsgraben och Seckenburgkanalen, mellan Gilge och Deime.
Kuriska sjön hörde tidigare till Preussen och var det största av "de tre preussiska haffen". Hela Kuriska näset togs år 2000 upp på Unescos världsarvslista.

## Galleri

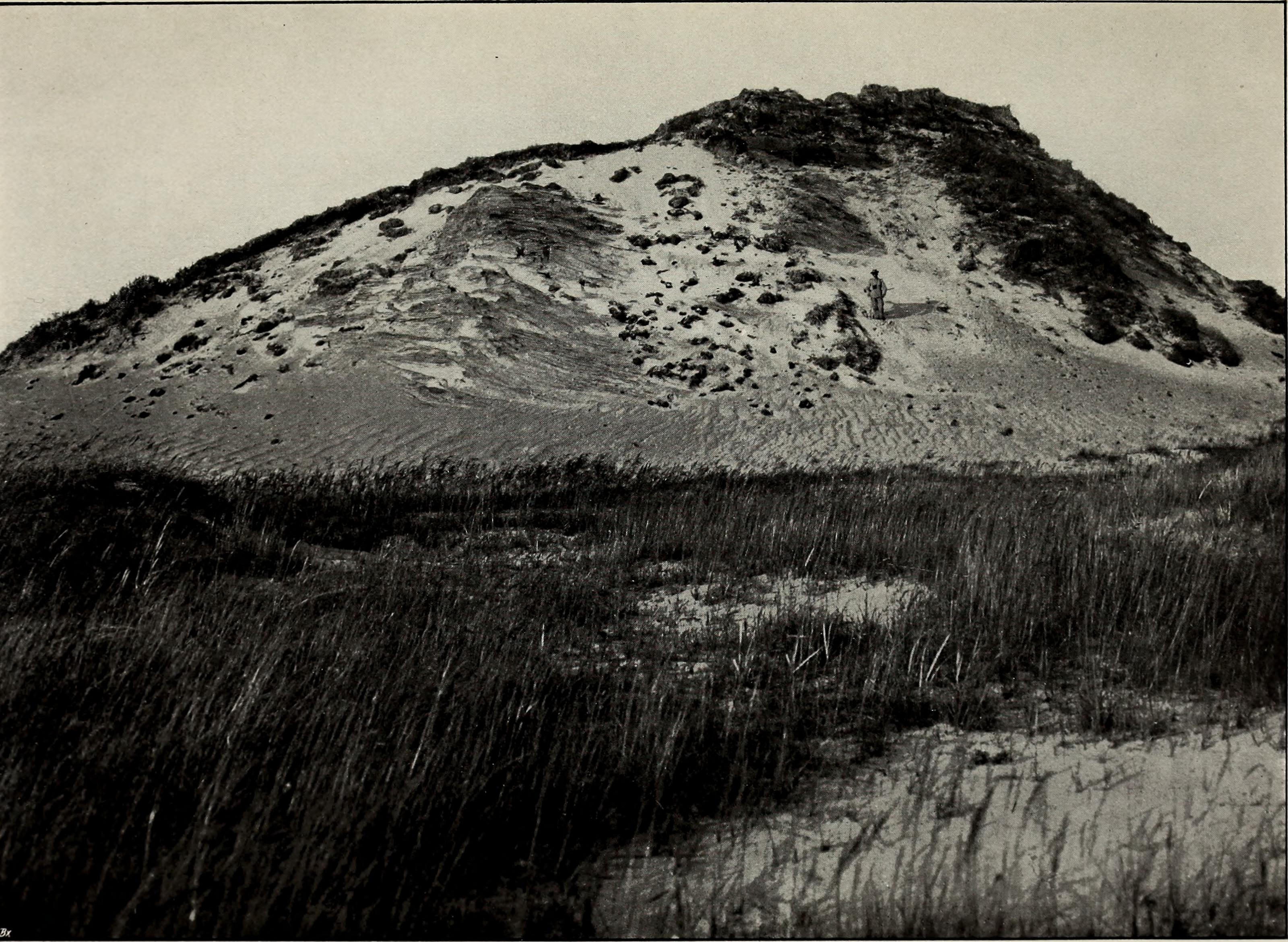
Sanddyner vid Rossitten Fågelstation på Kuriska näset ca 1910.
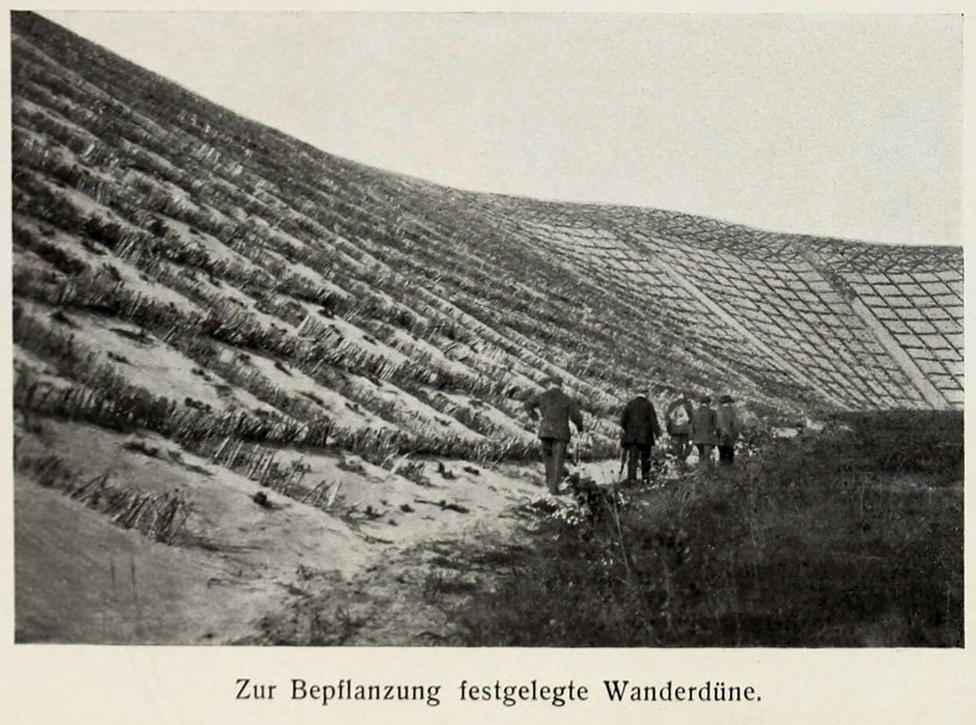
Stödplantering på Sanddynerna vid Kuriska sjön ca 1910.